# Wagony nr 124–128 (tramwaje w Mediolanie)
Wagony nr 124–128 – seria tramwajów wyprodukowanych w 1942 r. dla linii tramwajowych łączących Mediolan z pobliskimi miejscowościami.

## Historia
Tramwaje serii 124–128 wytworzono w liczbie 5 egzemplarzy w 1942 r.; od wagonów nr 116–123 z 1937 r. odróżniały się konstrukcją nadwozia.
Początkowo zostały one przydzielone do obsługi linii podmiejskich Mediolan – Monza oraz Monza – Carate.
W 1966 r., po likwidacji linii Mediolan – Monza, tramwaje rozpoczęły kursowanie na linii Mediolan-Milanino. Do dziś zachował się wagon o numerze taborowym 124, stacjonujący w zajezdni Precotto.

## Malowanie
Pierwotnie tramwaje nr 124–128 polakierowane były na dwa odcienie koloru zielonego, podobnie jak pozostałe pojazdy komunikacji miejskiej. W 1985 r. trzy ostatnie kursujące jeszcze tramwaje tego typu (nr 124, 125 i 128) przemalowano w barwy pomarańczowe, umieszczając dodatkowo czarny pasek pod oknami.

## Dostawy
W 1942 r. wyprodukowano 5 tramwajów.
| Państwo        | Miasto         | Lata dostaw    | Liczba | Numery taborowe |  |
| -------------- | -------------- | -------------- | ------ | --------------- |  |
| Włochy         | Mediolan       | 1942           | 5      | 124–128         |  |
| Łączna liczba: | Łączna liczba: | Łączna liczba: | 5      |                 |  |